# La Cancoillotte
 (août 2025).
Motif : Sources attestant de la notoriété ?
- Archive Wikiwix
- Bing
- Cairn
- DuckDuckGo
- E. Universalis
- Gallica
- Google
- G. Books
- G. News
- G. Scholar
- Persée
- Qwant
- (zh) Baidu
- (ru) Yandex
- (wd) trouver des œuvres sur Wikidata

| 1. | Préciser le motif de la pose du bandeau. | Précisez le motif de la pose du bandeau en utilisant la syntaxe suivante : {{admissibilité à vérifier\|date=août 2025\|motif=remplacez ce texte par le motif}}                       |
| 2. | Informer les utilisateurs concernés.     | Pensez à avertir le créateur de l'article, par exemple, en insérant le code ci-dessous sur sa page de discussion : {{subst:avertissement admissibilité à vérifier\|La Cancoillotte}} |

Pistes de Tout corps vivant branché sur le secteur étant appelé à s'émouvoir
La Maison Borniol L'ascenseur de 22h43 (Part.2)
La Cancoillotte est une chanson d'Hubert-Félix Thiéfaine sortie en 1978 sur l'album Tout corps vivant branché sur le secteur étant appelé à s'émouvoir.
Chantée avec un accent comtois exagéré, la chanson vante sur un ton humoristique la cancoillotte, un fromage à pâte fondue typique de la cuisine franc-comtoise.

## Extrait
Refrain:
La cancan cancoillotte
C'est un mets bien franc-comtois
Tout en dansant la gavotte
On se beurre la gueule à l'Arbois
La cancan cancoillotte
Ce n'est pas pour ces François
Quand ils viennent avec leurs bottes
On leur dit nenni ma foi…